# Зерновой кризис 1963 года в СССР
Зерновой кризис 1963 года в СССР был вызван засухой и ошибками в сельскохозяйственной политике, и привёл к началу многолетних закупок зерна в капиталистических странах, а также к падению авторитета позже смещённого Никиты Хрущёва.
Никита Хрущёв уделял особое внимание сельскому хозяйству и нередко публично сравнивал свои успехи с неудачами Сталина, при котором СССР поражал массовый голод. В конце 1950-х годов показатели сельского хозяйства росли. Однако в начале 1960-х годов положение заметно ухудшилось, когда ряд проектов Хрущёва дал отрицательный результат. Выходила на пик кукурузная кампания, когда ежегодно десятки миллионов гектаров угодий засаживались кукурузой, чья урожайность была крайне низка из-за пренебрежения климатическими особенностями мест посадки. Освоение целины вызвало эрозию, а за ней — пыльные бури, уничтожавшие урожай. В 1959 году правительство развернуло кампанию по борьбе с личными хозяйствами. Она привела к значительному росту поголовья государственного скота, в основном за счёт его перевода из подсобных хозяйств, но привело к нехватке кормовых культур и ударило по способности крестьян снабжать себя и рынки. Хрущёв, критиковавший Маленкова за использование стратегического резерва зерна после неурожая 1953 года, для избежания дефицита хлеба сам использовал этот резерв, который сократился с 13,1 миллиона тонн в 1954 году до 6,3 миллионов — в 1962. Для исправления положения стране был необходим хороший урожай 1963 года.
В 1962 году Хрущёв прислушался к мнению директора Алтайского НИИСХ Наливайко, критиковавшего пары, из-за которых ценная земля якобы зря простаивает. В том году под парами было оставлено рекордно малое количество сельскохозяйственных угодий. Это привело к тому, что озимые из-за уборки на их землях предыдущих культур были посажены крайне поздно, а ранние и сильные морозы конца 1962 года повредили или уничтожили их. В 1963 году и европейскую, и азиатскую части СССР поразила засуха. В то время как регионы Среднего Поволжья и Северного Кавказа перевыполнили планы по сбору, большинству остальных было до него далеко — общий урожай зерновых оказался почти на 30 % меньше ожидаемого, Казахская ССР при плане более чем в 15 миллионов тонн собрала около 6,5 миллионов. По всем расчетам этого зерна вместе со стратегическим резервом не хватало для прокорма населения до урожая 1964 года. Экспорт зерна был отменён, начался дефицит хлеба, ограничение его продажи и добавление в него других растительных культур, в частности гороха. Это привело к падению авторитета Хрущёва.
Более того, засуха ударила по урожаю большинства восточноевропейских стран: в Венгрии вместо ожидаемых 2,6 миллионов тонн зерновых было собрано 1,7 миллиона. Ряд стран начал тайные переговоры с США по закупке зерна, что болезненно воспринималось советским правительством, расценивавшим это как удар по престижу страны; СССР хотел сам снабдить союзные государства недостающим зерном. Для покрытия дефицита зерна в СССР и блоке Хрущёв решил не трогать стратегический запас, а закупить зерно на Западе. Поскольку с одним из двух главных мировых экспортёров зерна — США — отношения после Карибского кризиса были плохими, в сентябре делегация для закупки зерна была отправлена во второй — Канаду. Делегации под руководством замминистра внешней торговли Борисова было поручено объяснять нехватку продовольственного зерна перекосом баланса посевов в пользу кормовых культур (фактически их также не хватало, что привело к чрезмерному забою скота), а также логистической целесообразностью везти на Дальний Восток зерно не из европейских регионов СССР, а из стран тихоокеанского региона. Всего в 1963 году СССР закупил около 12 миллионов тонн зерна, в основном канадского. На него были потрачены почти все валютные резервы и значительная часть золотого. Это дало начало многолетним закупкам СССР зерна из капиталистических стран, главным образом из США, Канады и Австралии. С 1963 по 1971 год СССР закупил в Канаде 24 миллиона тонн зерновых. США прекратили поставку зерна после ввода советских войск в Афганистан. Импорт зерна за границей в СССР и России продолжался до конца XX века.